# ثبت شرکت‌ها
ثبت شرکت، یک ثبت برای سازمان‌ها در یک حوزه قضایی است که تحت آن فعالیت می‌کنند. ثبت کسب و کار آماری هدف متفاوتی با ثبت شرکت دارد. ثبت تجاری/بازرگانی به منظور حفاظت، پاسخ دهی و کنترل انجام می‌شود در حالی که ثبت آماری نقشی اساسی در سیستم آمار رسمی اقتصادی ایفا می‌کند.
منظور از ثبت شرکت یعنی پیگیری مراحل، شرایط و قوانینی که هر کشور وضع کرده‌است تا یک شرکت تجاری یا غیر تجاری بتواند به صورت قانونی و رسمی در آن فعالیت داشته باشد.

## ثبت شرکت بر اساس کشور
ثبت شرکت هر کشور دارای انواع مختلف، محتویات، هدف و در دسترس بودن عمومی است.

### بوتسوانا
اداره شرکت‌ها و سازمان مالکیت معنوی مسئول ثبت شرکت‌ها در بوتسوانا هستند.

### کانادا
مدیر کل شرکت‌های کانادا مسئول شرکت‌های فدرال است.
هر استان یک ثبت کننده دارد که مسئولیت شرکت‌های ثبت شده در استان را بر عهده دارد.

### انگلستان
اداره ثبت شرکتها برای انگلستان، ولز و اسکاتلند مسئول رسمی خانه شرکتها است که به کلیه پرونده‌های مربوط به قانون شرکتها از ۱۹۸۵ تا ۲۰۰۶ رسیدگی می‌کند. خانه شرکت‌ها تضمین می‌کند که پرونده‌های اسناد به روز نگه داشته می‌شوند و با هرگونه نقض قانون شرکت‌ها برخورد می‌کند.

### ایران
در ایران کل شرکت‌ها باید توسط سازمان ثبت اسناد و املاک کشور ثبت شود. قانون تجارت هفت دسته شرکت را نامبرده است ۱ -شرکت با مسئولیت محدود. ۲ -شرکت سهام که خود بر دو نوع سهامی خاص و سهامی عام تقسیم می‌شوند (ماده ۴ بخش اول شرکتهای سهامی قانون تجارت). ۳ -شرکت تضامنی ۴ -شرکت مختلط غیر سهامی ۵ -شرکت مختلط سهامی ۶ -شرکت نسبی ۷ -شرکتهای تعاونی

## تاسیس شرکت
شرکت‌های تجاری با توجه به شرایط و ضوابطی به ثبت می‌رسند که این شرایط برای هر یک از انواع شرکت‌ها، متفاوت از دیگری‌ است. ولی برخی موارد از اصول کلی همه شرکت‌ها هستند که رعایت آن‌ها پیش از ثبت شرکتها و در حین آن، ضروری‌ است که مهم‌ترین آن‌ها عبارت‌اند از:
۱- انتخاب نوع شرکت، میزان سرمایه و تعداد شرکا
۲- تعیین نشانی
۳- تعیین حقوق و تعهدات سهامداران
۴- تدوین اساسنامه
۵- انتخاب نام مناسب برای شرکت
۶- انتخاب موضوع فعالیت
ثبت شرکت ایرانی سه مرحله دارد ۱- ثبت شرکت‌نامه (به جز شرکت سهامی بقیه شرکتها احتیاج دارند) ۲- ثبت شرکت ۳- انتشار خلاصه شرکت‌نامه